# Geografia de Myanmar
Mianmar está no sudeste da Ásia, e é banhada pelo mar de Andamão e baía de Bengala (ambos do oceano Índico), entre o Bangladexe e a Tailândia. Sua capital é Nepiedó desde março de 2006.

## Estatísticas
Área:
total:
678,500 km²

terra:
657,750 km²

água:
20,760 km²
Fronteiras terrestres,,

total:
5,876 km

partilhadas com:
Bangladexe 193 km, China 5585 km, Índia 1463 km, Laos 235 km, Tailândia 1800 km
Linha de costa:

1930 km
Clima:

De monção tropical; nublado, chuvoso, quente, verões úmidos (monção de sudoeste de Junho a Setembro); menos nublado, chuva mais rara, temperaturas amenas e menos umidade no inverno (monção de nordeste, de Dezembro a Abril)
Orografia:

Planícies centrais rodeadas de montanhas muito declivosas.
Altidudes:

mais baixa:
Mar de Andaman, 0 m

mais alta:
Hkakabo Razi 5881 m.
Rios principais:

Rio Irauádi, Rio Salween, Rio Mekong
Recursos naturais:

petróleo, madeira, estanho, antimónio, zinco, cobre, tungsténio, chumbo, carvão, mármore, pedra de vários tipos, pedras preciosas, gás natural, energia hidroelétrica.
Uso do solo:

solo arável:
15%

cultura permanente:
1%

pastagem permanente:
1%

florestas e bosques:
69%

outros:
34% (est. 1993).
Solo irrigado:

10680 km² (est. 1993).
Acidentes naturais:

terremotos e ciclones; cheias e desabamento de terras muito comuns durante a época das chuvas (Junho / Setembro); secas periódicas.
Ambiente - problemas atuais:

deflorestação; poluição industrial; saneamento muito deficiente ou inadequado; doenças tropicais.